# Стрелков, Георгий Николаевич
Гео́ргий Никола́евич Стрелко́в (укр. Георгій Миколайович Стрелков; 26 мая 1981, Винница — 1 ноября 2022, Невельское) — украинский военнослужащий, майор, участник российско-украинской войны. Герой Украины (23 февраля 2023, посмертно).

## Биография
Родился 26 мая 1971 года в Виннице.
Служил в Могилёв-Подольском пограничном отряде (Винницкая область) Южного регионального управления Госпогранслужбы Украины.
Во время российского вторжения в Украину в июне 2022 года возглавлял инженерное устройство позиции подразделения вблизи пгт Семёновка Новгород-Северского района Черниговской области. Затем руководил возведением фортификационных сооружений в Донецкой области, в частности в селе Константинополь Волновахского района и посёлка Невельское.
Погиб 1 ноября 2022 года возле посёлка Невельское в Донецкой области во время артиллерийского обстрела собственным телом закрыл побратима, спас ему жизнь.
Похоронили 6 ноября в Виннице на Аллее Славы.
У Георгия осталась жена и 20 летний сын Николай Стрелков.

## Награды
- Звание «Герой Украины» с удостоением ордена «Золотая Звезда» (23 февраля 2023, посмертно) — за личное мужество и героизм, проявленные в защите государственного суверенитета и территориальной целостности Украины, верность военной присяге[3].
- Орден «За мужество» III степени (24 января 2023, посмертно) — за личное мужество и самоотверженные действия, проявленные в защите государственного суверенитета и территориальной целостности Украины, верность военной присяге[4].